# 南西部地方 (ブルキナファソ)
南西部地方(フランス語：Sud-Ouest)はブルキナファソ西部の地方。2013年の人口は約75.1万人。中心都市はガウア。

## 行政区画
| 県           | 県都       | 2006年の人口 |
| ------------ | ---------- | ------------ |
| イオバ県     | ダノ       | 197,186      |
| ヌンビエル県 | バティエ   | 69,992       |
| ブグリバ県   | ディエブグ | 102,507      |
| ポニ県       | ガウア     | 254,371      |

## 地理
- 北：上流域地方
- 北：ブクル・デュ・ムウン地方
- 北東：中西部地方
- 東：ガーナ
- 南：コートジボワール
- 西：カスカード地方